# Jüdische Gemeinde Östringen
Die Jüdische Gemeinde in Östringen, einer Stadt im Landkreis Karlsruhe im nördlichen Baden-Württemberg, entstand im 17./18. Jahrhundert und existierte bis zum 1. April 1937.

## Geschichte
Nach einer Liste von 1721 im Generallandesarchiv Karlsruhe  gab es damals fünf jüdische Familien in Östringen. Im Jahr 1725 waren die Östringer Juden eines Ritualmordes angeklagt, jedoch stellte sich der christliche Mörder des vierjährigen Mädchens nach einiger Zeit den Behörden. Die Wohnungen der jüdischen Einwohner lagen vor allem in der Judengasse, die 1934 in Marschackerstraße umbenannt wurde. 
Im Jahr 1864 erreichte die jüdische Gemeinde Östringen mit 110 Mitgliedern ihre höchste Anzahl. Durch Ab- und Auswanderung ging die Zahl der jüdischen Einwohner bis Anfang des 20. Jahrhunderts stark zurück. 
Die jüdische Gemeinde besaß eine Synagoge, eine Religionsschule und ein rituelles Bad im Gebäude der alten Synagoge, aus der nach dem Bau der neuen Synagoge die Schule mit Lehrerwohnung wurde. Die Toten der jüdischen Gemeinde wurden auf dem jüdischen Friedhof in Obergrombach und nach 1878 teilweise auch auf dem jüdischen Friedhof in Mingolsheim beigesetzt. Die jüdische Gemeinde hatte einen Religionslehrer angestellt, der zugleich als Vorbeter und Schochet tätig war. 1827 wurde die jüdische Gemeinde dem Bezirksrabbinat Bruchsal zugeteilt.
Die jüdischen Familien lebten vor allem vom Viehhandel. Um 1900 gab es vier von jüdischen Unternehmern gegründete Zigarrenfabriken.

## Nationalsozialistische Verfolgung
Im Jahr 1933 lebten noch zehn jüdische Personen in Östringen. Auf Grund der Folgen des wirtschaftlichen Boykotts und der Repressalien sind die meisten verzogen oder ausgewandert. Die jüdische Gemeinde wurde am 1. April 1937 aufgelöst.
Amalie und Ludwig Wolf wurden am 22. Oktober 1940 im Rahmen der sogenannten Wagner-Bürckel-Aktion nach Gurs deportiert und 1942 in Auschwitz ermordet.
Das Gedenkbuch des Bundesarchivs verzeichnet 20 in Östringen geborene jüdische Bürger, die dem Völkermord des nationalsozialistischen Regimes zum Opfer fielen.

## Gemeindeentwicklung
| Jahr | Gemeindemitglieder | in % der Gesamteinwohnerschaft |
| ---- | ------------------ | ------------------------------ |
| 1721 | 5 Familien         |                                |
| 1785 | 7 Familien         |                                |
| 1825 | 54 Personen        | 3,0 %                          |
| 1864 | 110 Personen       |                                |
| 1871 | 99 Personen        |                                |
| 1875 | 96 Personen        | 4,0 %                          |
| 1900 | 67 Personen        | 2,9 %                          |
| 1910 | 33 Personen        |                                |
| 1933 | 10 Personen        |                                |
| 1940 | 2 Personen         |                                |